# Diocesi di Panemotico
La diocesi di Panemotico (in latino: Dioecesis Panemotichana) è una sede soppressa del patriarcato di Costantinopoli e una sede titolare della Chiesa cattolica.

## Storia
Panemotico, nell'odierna Turchia, è un'antica sede episcopale della provincia romana della Panfilia Seconda nella diocesi civile di Asia. Faceva parte del patriarcato di Costantinopoli ed era suffraganea dell'arcidiocesi di Perge. La diocesi è assente nelle Notitiae Episcopatuum del patriarcato.
Cinque sono i vescovi documentati di questa antica diocesi. Fausto prese parte al primo concilio ecumenico celebrato a Nicea nel 325. Eracleide fu tra i padri del concilio di Costantinopoli del 381: le liste episcopali di questo concilio riportano in realtà due vescovi, Mido di Panemo e Eracleide di Teicho, sedi episcopali inesistenti; la critica testuale ha letto in questi due nomi quello della sede di Panemouteichous; Le Quien inserisce questo vescovo tra quelli della diocesi di Petnelisso. Il vescovo Isaia è documentato in due occasioni nel 431: sottoscrisse la lettera inviata da un gruppo di vescovi rimasti a Costantinopoli e impossibilitati a raggiungere il concilio di Efeso; il 25 ottobre prese parte all'elezione del patriarca Massimiano di Costantinopoli. Ierio sottoscrisse nel 458 la lettera dei vescovi della Pamfilia Seconda all'imperatore Leone I dopo la morte del patriarca Proterio di Alessandria. Infine Elladio, pur assente nelle liste di presenza al sinodo riunito a Costantinopoli nel 536 dal patriarca Mena, appare tra i sottoscrittori della condanna di Severo di Antiochia, Pietro di Apamea e del monaco Zoora.
A questi vescovi Le Quien aggiunge anche il vescovo Cratino (secondo le liste greche) o Craziano (secondo le liste latine), che avrebbe preso parte al concilio di Calcedonia nel 451. A causa di una presunta corruzione dei manoscritti, Le Quien ritiene che questo vescovo appartenga alla sede di Panemotico. In realtà, in base all'edizione critica degli atti conciliari (Acta Conciliorum Oecumenicorum), Cratino apparteneva alla sede di Panormo nella provincia della Licia.
Dal XIX secolo Panemotico è annoverata tra le sedi vescovili titolari della Chiesa cattolica; la sede è vacante dal 12 novembre 1966.

## Cronotassi

### Vescovi greci
- Fausto † (menzionato nel 325)
- Eracleide † (menzionato nel 381)
- Isaia † (menzionato nel 431)
- Ierio † (menzionato nel 458)
- Elladio † (menzionato nel 536)

### Vescovi titolari
- Jean-Claude Bouchut, M.E.P. † (23 luglio 1902 - 18 dicembre 1928 deceduto)[7]
- Wenceslas Joseph Kinold, O.F.M. † (18 marzo 1929 - 22 maggio 1952 deceduto)[8]
- John Chang Pi-te † (13 febbraio 1953 - 12 novembre 1966 deceduto)[9]